# Nouvion-et-Catillon
 Nouvion-et-Catillon  es una población y comuna francesa, en la región de Picardía, departamento de Aisne, en el distrito de Laon y cantón de Crécy-sur-Serre.
Nouvion se encuentra a 11 km de La Fere y Crécy-sur-Serre,a 12 km de Ribemont, a 23 km de Sains-Richaumont, a 23 km de Laon y 27 km del castillo Anizy.

## Demografía
| 676 | 827 | 851 | 876 | 960 | 974 | 966 | 998 | 1 024 | 990 | 996 | 932 | 1 002 | 703 | 933 | 635 | 818 | 771 | 761 | 711 | 659 | 628 | 630 | 592 | 555 | 604 | 585 | 515 | 501 | 506 | 547 | 500 | 534 |
| Para los censos de 1962 a 1999 la población legal corresponde a la población sin duplicidades (Fuente: INSEE [Consultar]) |     |     |     |     |     |     |     |       |     |     |     |       |     |     |     |     |     |     |     |     |     |     |     |     |     |     |     |     |     |     |     |     |